# Рухлядев, Алексей Михайлович
Алексей Михайлович Ру́хлядев (26 марта 1882, Нолинск, Вятская губерния, Российская империя — 9 мая 1946, Киев, УССР, СССР) — русский советский архитектор.

## Биография
Первоначальное образование Алексей Рухлядев получил в Царевококшайском городском училище (1892—1896) и Казанской художественной школе (в то время — филиал Императорской Академии художеств) (1896—1902).
В 1902—1911 гг. обучался в Высшем художественном училище при Императорской Академии художеств (с 1908 г. в мастерской Бенуа Л. Н.). Дипломная работа: «Дом русского посольства в одной из европейских столиц».
Начинал творческий путь помощником у Щусева А. В. на строительстве церкви Всемилостивейшего Спаса в Натальевке (имении Харитоненко) Харьковской губернии. Работал в мастерской № 2 Моссовета, возглавляемой Щусевым А. В. В 1919—1920 годах входил в состав Живскульптарха — первого новаторского творческого объединения архитекторов.
Непродолжительное время преподавал в Казанских архитектурно-художественных мастерских (АРХУМАС, бывш. художественная школа). Преподаватель ВХУТЕМАСа — ВХУТЕИНа — МАРХИ с 1924 года и до конца жизни.
Один из учредителей Ассоциации новых архитекторов — АСНОВА.
Похоронен на Лукьяновском кладбище в Киеве.

## Основные работы

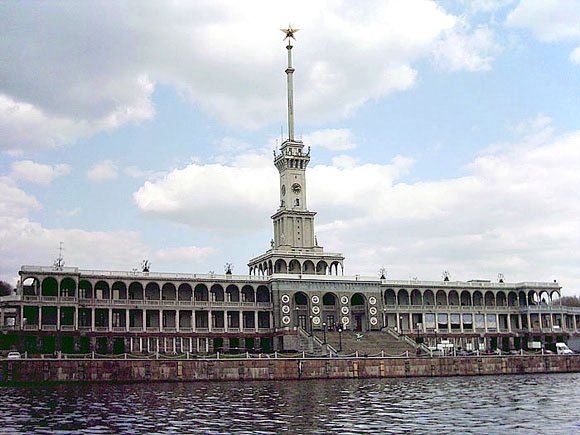
Северный речной вокзал в Москве

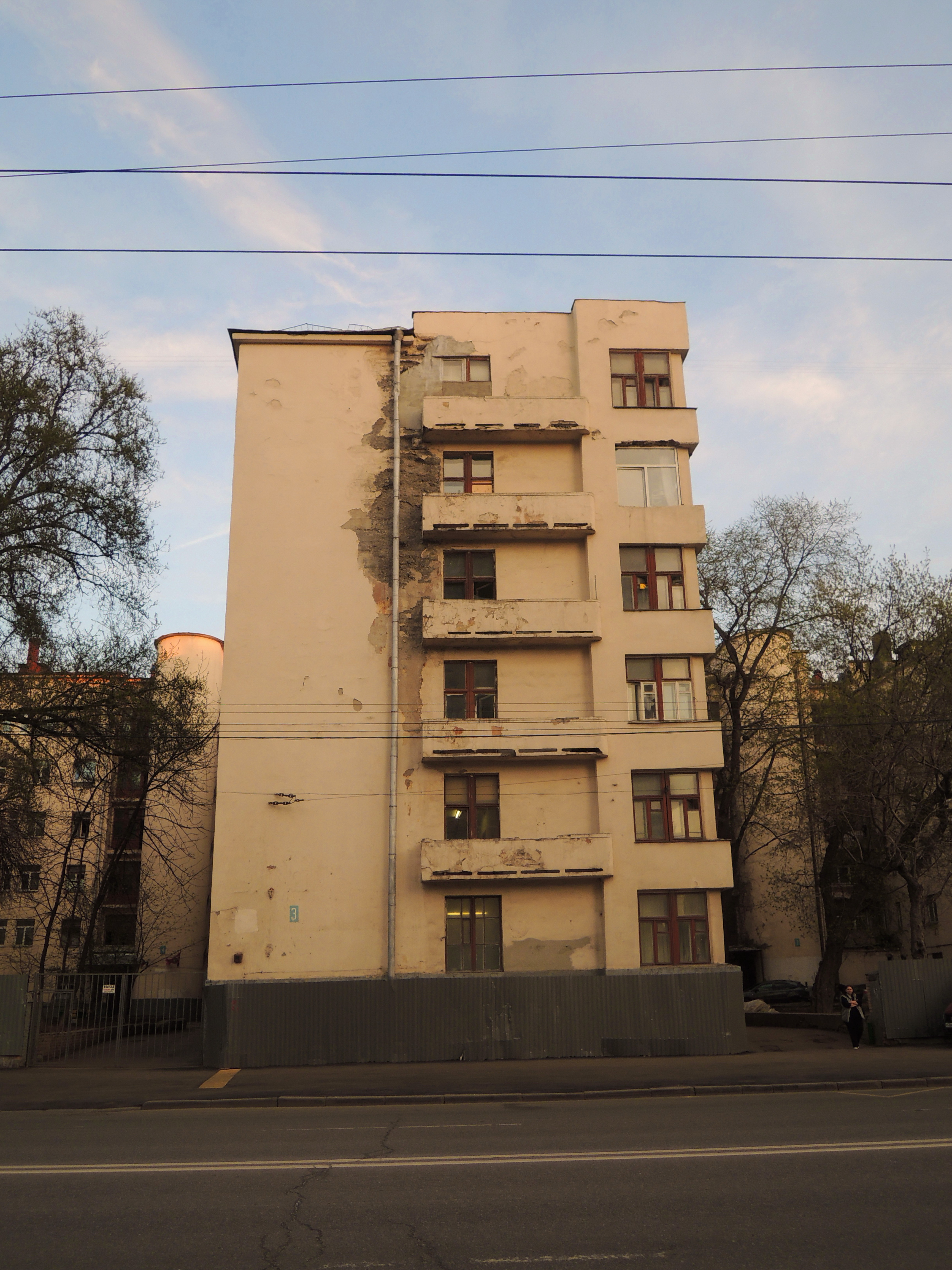
Большая Пироговская улица, № 51 — Комплекс общежитий Института красной профессуры (1929—1932, архитекторы Д. Осипов, А. М. Рухлядев)

- Горный институт им. Сталина (1934, соавтор Кринский В. Ф.; реконструкция фасадов)
- Наземный вестибюль станции метро «Комсомольская» Сокольнической линии (1934, соавтор Кринский В. Ф.; в 1952 г. разобран)
- Проект реконструкции Центрального аэродрома имени М. В. Фрунзе (1935, при участии В. Ф. Кринского)[3]
- Дом РЖСКТ «Ударник» для инженерно-технических работников, ул. Красная Пресня д.9 (1935, при участии В. Ф. Кринского)
- Северный речной вокзал (1937, при участии Бирюкова С. М., Кринского В. Ф.)
- Карамышевская ГЭС (1937)
- Городок художников на Верхней Масловке
- Комплекс общежитий Института красной профессуры на Большой Пироговской, соавтор Д. П. Осипов;
- Дом Советов в Брянске (1924, соавтор Кринский В. Ф.; конкурс);
- Мавзолей-памятник Ленину в Одессе (1925, соавтор Кринский В. Ф.; конкурс)
- Жилой дом работников «Наркомвода» в составе комплекса зданий и сооружений Северного речного вокзала и шлюзов Канала имени Москвы (1935—1937), Москва, Тушино, ул. Большая Набережная, 11.

## Награды
- Орден Ленина (1937) — за проектные работы по каналу «Москва-Волга»[4]